# Forevermore (série télévisée)
Forevermore est une série télévisée philippine diffusée entre le 27 octobre 2014 et le 22 mai 2015 sur ABS-CBN,.

## Distribution

### Acteurs principaux
- Enrique Gil : Alexander "Xander" Grande III
- Liza Soberano : Maria Agnes Calay-Grande

### Acteurs secondaires
- Diego Loyzaga : Jay Fernandez
- Sofia Andres : Katherine "Kate" Saavedra
- Joey Marquez : Buboy "Papang/Mang Bubs" Calay
- Zoren Legaspi : Alexander "Alex" Grande II
- Lilet : Bettina Rosales
- Irma Adlawan : Mirasol Amparo
- Marissa Delgado : Doña Soledad Grande
- Almira Muhlach : Marites "Mamang" Calay
- Pinky Amador : Sheree Diana Elizabeth Grande
- Yves Flores : Andrew Fontanilla
- Kit Thompson : Julius San Juan
- Beverly Salviejo : Margarita "Meg" Gomez
- Nonong "Bangkay" de Andres : Mang Bangky
- Lilia Cuntapay : Aling Aunor
- Jason Francisco : Orly Cranberry
- Joj Agpangan : Clauie Bernales
- Jai Agpangan : Judy Bernales
- Karen Dematera : Karen
- Marco Gumabao : JC
- CJ Navato : Dexter
- Igi Boy Flores : Momon
- Joe Gruta : Ka Sebio
- Pepe Herrera : Cesar Bernales
- Raymond Osmena : Damian
- Jesse James Ongteco : Niknok
- Bernadette Allyson-Estrada : Loulie Perez-Saavedra
- Michael Flores : Jaime Saavedra
- Erich Gonzales : Alexandra "Alex" Pante (dernier épisode)